# Pouteria grandiflora
Pouteria grandiflora är en tvåhjärtbladig växtart som först beskrevs av A.Dc., och fick sitt nu gällande namn av Charles Baehni. Pouteria grandiflora ingår i släktet Pouteria och familjen Sapotaceae. IUCN kategoriserar arten globalt som nära hotad. Inga underarter finns listade i Catalogue of Life.

## Bildgalleri

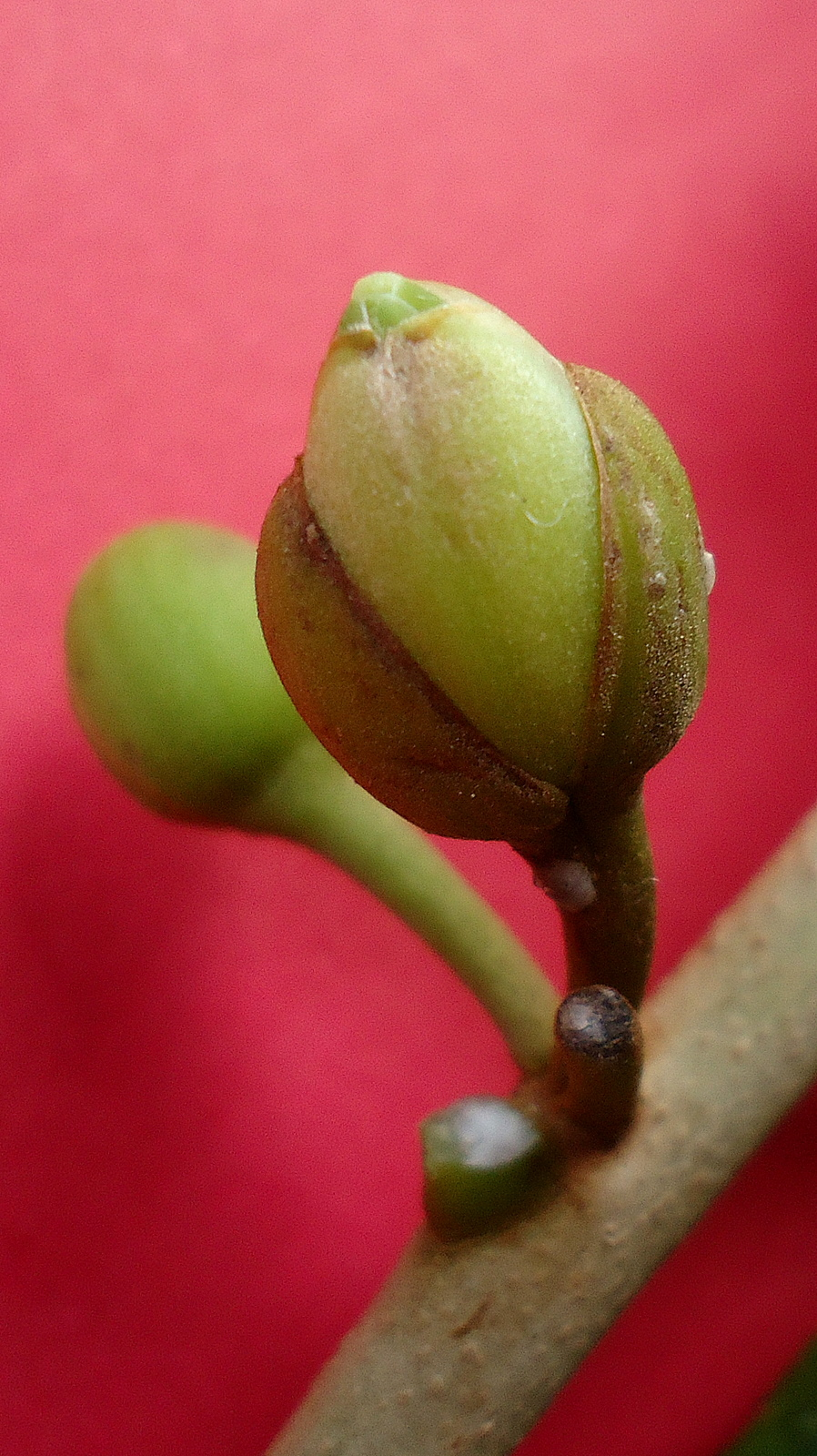
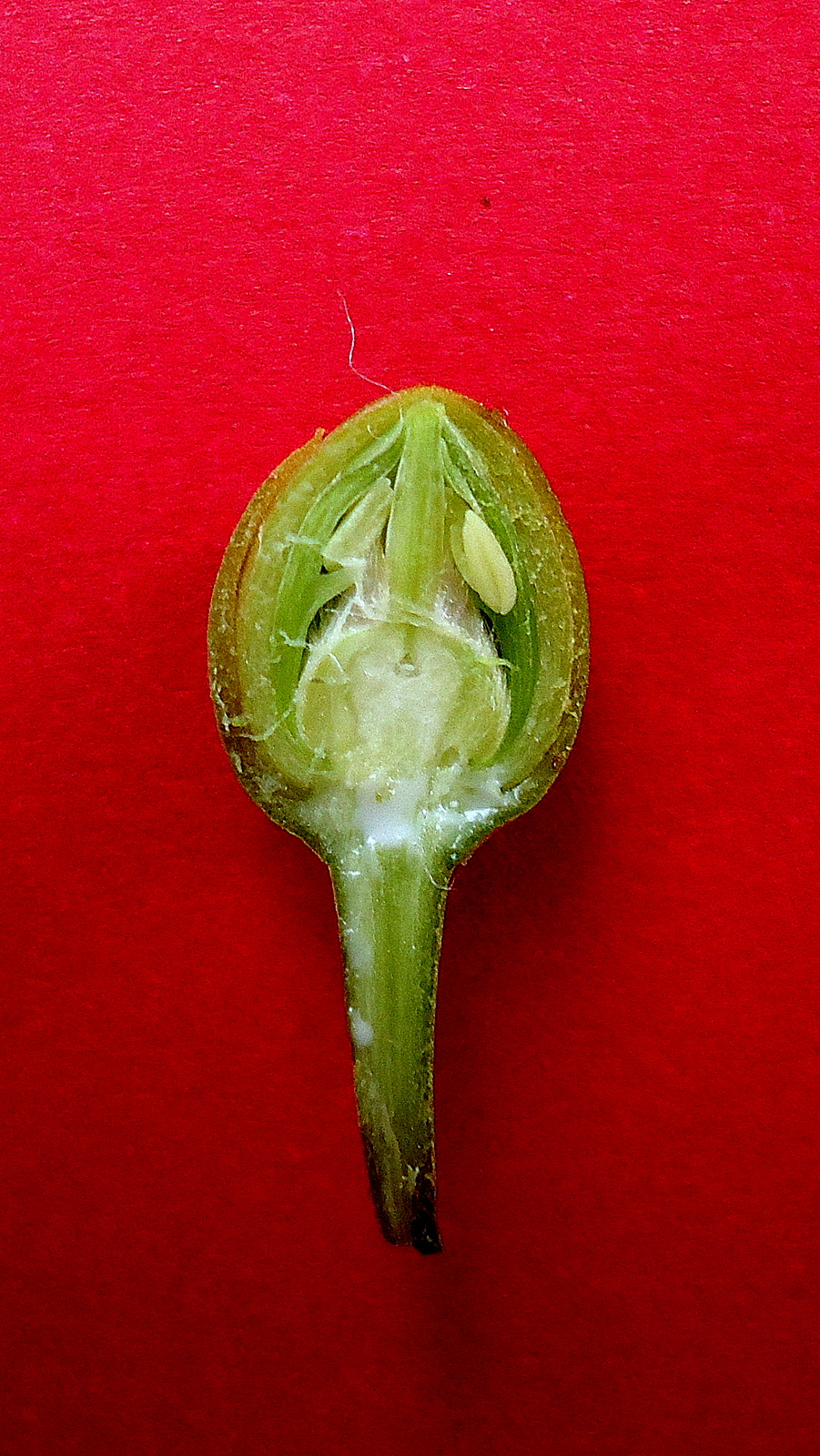